# Flandern-Rundfahrt 1993
Die Flandern-Rundfahrt 1993 war die 77. Austragung der Flandern-Rundfahrt, eines eintägigen Straßenradrennens. Es wurde am 4. April 1993 über eine Distanz von 263 km ausgetragen. Das Rennen wurde von Johan Museeuw vor Frans Maassen und Dario Bottaro gewonnen.

## Teilnehmende Mannschaften
| GB-MG Boys Maglificio-Bianchi Wordperfect Mecair-Ballan | Novemail-Histor-Laser Computer Motorola Lampre-Polti | Telekom-Merckx TVM-Bison Kit Castorama | Carrera Jeans-Tassoni GAN Gatorade-Bianchi | Jolly Componibili-Club 88 Lotto La William-Duvel | Collstrop-Assur Carpets Lotus-Festina Mercatone Uno-Zucchini-Medeghini | ONCE ZG Mobili Subaru-Montgomery | Assur Carpets-Willy Naessens-Euroclean CLAS-Cajastur |

## Ergebnis
| Rang | Fahrer              | Team                           | Zeit       |
| ---- | ------------------- | ------------------------------ | ---------- |
| 1    | Johan Museeuw       | GB-MG Maglificio               | 6 h 33' 0" |
| 2    | Frans Maassen       | WordPerfect                    | gl. Zeit   |
| 3    | Dario Bottaro       | Mecair-Ballan                  | + 22"      |
| 4    | Marc Sergeant       | Novemail-Histor-Laser Computer | + 33"      |
| 5    | Max Sciandri        | Motorola                       | + 46"      |
| 6    | Franco Ballerini    | GB-MG Maglificio               | gl. Zeit   |
| 7    | Edwig Van Hooydonck | WordPerfect                    | gl. Zeit   |
| 8    | Maurizio Fondriest  | Lampre-Polti                   | gl. Zeit   |
| 9    | Olaf Ludwig         | Team Telekom                   | + 1' 03"   |
| 10   | Johan Capiot        | TVM-Bison Kit                  | gl. Zeit   |